# Hi Piotrkowska
Hi Piotrkowska, również Hampton by Hilton Łódź City Center – zespół biurowców znajdujący się przy ul. Piotrkowskiej, pomiędzy al. Adama Mickiewicza, al. Kościuszki a al. ZHP.

## Historia
Budowa obiektu rozpoczęła się w czerwcu 2016, a dobiegła końca w sierpniu 2020. Jest projektem deweloperskim spółki Master Management Group. Projekt architektoniczny został opracowany przez PRC Architekci, a budową zajmowała się firma Erbud z Warszawy.
Powierzchnia użytkowa  wynosi 34 000 m², z czego największą część zajmuje powierzchnia biurowa 21 000 m², mniej powierzchnia handlowa – 5000 m². Naprzeciwko zespołu, przy al. Adama Mickiewicza, znajduje się centrum przesiadkowe komunikacji miejskiej Przystanek Piotrkowska Centrum.